# Boivins Wasserähre
Die Boivins Wasserähre (Aponogeton boivinianus) ist eine amphibisch lebende Pflanze aus der Familie der Wasserährengewächse.

## Beschreibung
Diese mehrjährige krautige Pflanze bildet eine bis zu 3 cm große Knolle aus. Die Blätter sind bandförmig und wachsen aus einer Rosette heraus. Sie sind sehr zart und am Rand gewellt. Die Blattoberfläche ist dunkelgrün. Ihre Wuchshöhe beträgt 40 bis 70 Zentimeter. Die Chromosomenzahl beträgt 2n = 40.

## Verbreitung
Diese Aponogeton-Art ist in Nordmadagaskar, Nosy Bé und Mayotte beheimatet.

## Aquaristik
Wie eine ganze Reihe der Wasserähren wird auch diese Pflanze im Fachhandel zur Bepflanzung von Aquarien angeboten. Diese Wasserährenart gehört jedoch bereits zu den anspruchsvolleren Aquarienpflanzen und die größte Art, die im Aquarium gepflegt wird. Sie benötigt unter anderem eine Ruhezeit, in der sich die Knolle regenerieren kann. Sie wächst außerdem besser, wenn das Wasser eine starke Strömung aufweist. Der Lichtbedarf der Pflanze ist mittel bis hoch. Sie benötigt Wassertemperaturen zwischen 22 und 25 Grad Celsius. Boivins Wasserähre hat außerdem einen hohen Kohlenstoffdioxid-bedarf und ist daher auf eine Kohlenstoffdioxid-Düngung bis zu 20 Milligramm pro Liter angewiesen. Sie eignet sich im Aquarium für die Bepflanzung des Hintergrunds und der Mittelzone und kann auch als Solitärpflanze verwendet werden. Aufgrund der Größe sollte das Aquarium, in dem sie gepflegt wird, sehr geräumig und groß sein.
Da eine Nachzucht der Pflanze bis jetzt nur eingeschränkt gelungen ist, ist man nach wie vor darauf angewiesen, dass Knollen aus natürlichen Beständen Madagaskars importiert werden. Die künftige Haltung im Aquarium ist daher in Frage zu stellen.